# 로스앤젤레스 에인절스
로스앤젤레스 에인절스(영어: Los Angeles Angels)는 미국 캘리포니아주 애너하임을 연고지로 하는 프로 야구 팀이다. 메이저 리그 아메리칸 리그 서부 지구에 소속이다. "에인절스"라는 구단명은 창단 당시 연고지였던 로스앤젤레스에서 유래한다. 현재 감독은 필 네빈이다.

## 역사
1961년, 구단 확장에 따라서 아메리칸 리그 서부지구 소속으로 로스앤젤레스를 연고지로 "로스앤젤레스 에인절스"라는 이름으로 창단하였으며 세인트루이스 브라운스가 1941년 시즌 후 로스앤젤레스 이전설이 있었는데 만약 이렇게 됐다면 해당 구단과 팀명이 같았던 퍼시픽 코스트 리그 팀이 롱비치로 갈 예정이었다. 1965년, 팀 이름을 "캘리포니아 에인절스"로 바꾸었고, 1966년, 에인절 스타디움 오브 애너하임이 개장되어 이곳으로 홈구장을 옮긴 이래, 지금까지 홈구장으로 사용하고 있다.
1979년에 지구 첫 우승을 했다. 1986년 보스턴 레드삭스와의 리그 챔피언십 시리즈에 졌다. 이후에 15시즌 동안 승률 5할대 이상이 5번에 그칠 정도로 침체기였지만 16년 만에 포스트 시즌에 진출한 2002년 창설 42주년 만에 처음으로 월드 시리즈 우승을 차지했다. 1997년 월트 디즈니가 소유권을 가지면서, 팀명이 다시 "애너하임 에인절스"로 변경되었다. 2005년에 아르테 모레노 구단주가 취임하면서, 팀명이 "로스앤젤레스 에인절스 오브 애너하임"으로 변경되었다.

## 팀 이름
"캘리포니아 에인절스"에서 "애너하임 에인절스"로 변경된 것은 월트 디즈니 사가 이 구단을 소유하게 되면서, 디즈니랜드가 있는 애너하임 시를 홍보하기 위해 바꾸게 되었다. 그러나 아트레 모레노가 월트 디즈니로부터 에인절스를 사들인 뒤, 팀 명칭을 "로스앤젤레스 에인절스 오브 애너하임"으로 바꾸었다. 그러나 이미 월트 디즈니 사가 에인절스를 가지고 있었을 때부터 팀 명칭에 "애너하임"을 사용하기로 장기간 계약을 했었던 애너하임 시 당국은 모레노의 결정에 반발하여 팀 명칭을 두고 소송을 걸었으나, 결국 2009년 주 법원의 항소법원에서 패하여 모든 소송을 취하했다.

## 라이벌
같은 로스앤젤레스 지역을 연고지로 하고 있는 로스앤젤레스 다저스는 시즌 중간에 치러지는 인터리그에서 자주 상대하게 되는데, 다저스의 홈 구장인 다저스타디움과 에인절스의 홈 구장인 에인절 스타디움 오브 애너하임을 로스앤젤레스 5번 고속도로를 통해 바로 이동할 수 있다 하여, 이 인터리그 경기들을 "프리웨이 시리즈" (Freeway Series)라 부른다. 한편, 같은 지구의 시애틀 매리너스, 오클랜드 애슬레틱스, 텍사스 레인저스, 챔피언십 시리즈에서 자주 붙게 되는 뉴욕 양키스와 보스턴 레드삭스도 라이벌로 거론되고 있다.

## 성적

### 20세기
통산 탈삼진 최고 기록을 가지고 있는 전설적인 투수 놀란 라이언이 1970년대에 이 구단에서 전성기를 보냈다. 1979년, 1982년, 1986년 세 차례, 서부 지구 우승을 하고, 아메리칸 리그 챔피언십에 진출했지만, 매번 고배를 마셨다. 특히, 1986년에는 보스턴 레드삭스를 상대로 3승 1패로 앞서 나가다가 3연패하여 3승 4패로 물러섰다. 1995년에는 시애틀 매리너스와 공동 1위였지만, 순위 결정을 위한 경기(타이 브레이커)에서 져 2위가 되었다.

### 2002년 월드 시리즈
2002년 서부 지구 2위였으나, 와일드 카드로 플레이오프에 진출, 디비전 시리즈에서 뉴욕 양키스를 3승 1패, 아메리칸 리그 챔피언십에서 미네소타 트윈스를 4승 1패로 물리치고, 드디어 41년 만에 처음으로 월드 시리즈에 진출했다. 당시 상대팀은 샌프란시스코 자이언츠. 1차전을 내주었지만, 2, 3차전을 내리 승리를 거두어 2승 1패로 앞서갔다. 하지만, 4, 5차전을 내리 지고, 2승 3패가 되어 벼랑 끝에 몰렸다. 6차전도 7회초까지는 5:0으로 지고 있었기에, 월드 시리즈 우승은 좌절되는 것처럼 보였다. 하지만, 7회말과 8회말에 3점씩 뽑으면서 6:5로 역전. 시리즈를 최종 7차전까지 끌고 갔다. 7차전에서도 2회초에 선취점을 내줬으나, 바로 2회말에 동점을 만들고, 3회말에 3점을 뽑아 경기 끝까지 4:1의 상태를 유지하여 드디어 처음으로 월드 시리즈 우승을 이루어 낸다. 당시 월드 시리즈 MVP는 트로이 글로스.

### 그 이후
2004년에 서부 지구 1위로 디비전 시리즈에 진출하지만 보스턴 레드삭스에 0승 3패로 지고 만다. 2005년엔 뉴욕 양키스를 디비전 시리즈에서 만나 3승 2패로 승리했으나, 리그 챔피언십에서 그 해 우승 팀이었던 시카고 화이트삭스에게 1승 4패로 지고 만다. 2007년에는 디비전 시리즈에서 다시 보스턴 레드삭스를 만났으나, 또 0승 3패로 졌고, 2008년에도 디비전 시리즈에서 보스턴 레드삭스를 만나 1승 3패로 지고 만다. 2009년에도 디비전 시리즈에서 보스턴 레드삭스를 만났으나, 이번엔 3승 무패로 스윕하고, 리그 챔피언십에 진출했으나, 이번엔 뉴욕 양키스에게 발목잡혔다.
2009년까지 3년 연속 리그 우승을 기록했지만, 시즌 종료 후, 블라디미르 게레로, 존 래키, 숀 피긴스 등 주축선수들이 대거 이적해서 나간 반면, 들어온 선수는 마쓰이 히데키, 스캇 캐즈미어 뿐이라, 2010년 시즌은 힘들 것으로 전망되었다. 2010시즌은 2003시즌 이후 처음으로 5할 승률 미만(80승 82패)를 기록. 구단주인 모레노가 투자하겠다는 의지를 밝혔으나 FA시장은 조용히 넘겨버리고, 급기야 팬들의 원성이 커지자 2011시즌이 시작하기 전 당시 에인절스 단장이던 토니 리긴스는 메이저 리그 140여년 역사 속에서도 손꼽힐만한 최악의 트레이드인 버넌 웰스 트레이드를 일으키고 시즌 후에 해임된다.
2011시즌은 86승 76패의 성적으로 텍사스에 이은 지구 2위로 마감하게 된다. 그리고 2011시즌 종료 후의 FA시장에서 에인절스는 지난 몇 년간 말로만 FA를 지르겠다던 모습과는 다르게
앨버트 푸홀스와 10년 2억 5400만 달러의 계약, 지구 라이벌 텍사스의 에이스이자 에인절스 홈타운 출신인 C.J. 윌슨과 5년 7500만 달러의 계약을 성사시키면서 부푼 기대를 안고 2012시즌을 맞이하게 된다.
2012시즌은 또 한 번의 머니볼 시즌을 만든 오클랜드 애슬레틱스와 2년 연속 서부지구 챔피언 텍사스 레인저스에 밀려 지구 3위로 시즌 일정을 마쳤다. 앨버트 푸홀스와 C.J. 윌슨의 영입에 대한 투자에 비하면 다소 실망스러운 한 해였다. 한편 FA시장에서는 FA최대어인 조쉬 해밀턴과 5년 1억2500만달러에 계약함으로써 메이저 리그를 대표하는 좌·우타자를 둘 다 보유하게 되었다. 또한 최고의 3·4번 듀오로 평가되는 디트로이트 타이거스의 미겔 카브레라, 프린스 필더와의 막오른 아메리칸리그 쌍포 경쟁이 기대된다.

### 종합 기록
- 월드 시리즈 우승 : 1회 (2002)
- 리그 챔피언십 우승 : 1회 (2002)
- 디비전 시리즈 우승 : 3회 (2002, 2005, 2009)
- 플레이오프 진출 : 10회 (1979, 1982, 1986, 2002, 2004, 2005, 2007~2009, 2014) (이탤릭체는 와일드카드로 진출)
- 지구 우승 : 9회 (1979, 1982, 1986, 2004, 2005, 2007~2009, 2014)
- 와일드 카드 획득 : 1회 (2002)

## 응원
흔히 "랠리 몽키" (Rally Monkey)로 대표되는 응원 문화가 존재한다. 랠리 몽키는 원래 에인절스가 지고 있을 때 7회 말 이후에 나타나, "Rally Time"이라는 응원 문구가 적힌 종이를 들고 에인절스를 응원하는, 전광판의 원숭이를 가리키는 말이지만, 원숭이 인형을 들고 에인절스를 응원하는 사람들의 응원 문화를 가리키기도 한다. 실제로 2002년 에인절스가 월드 시리즈에 진출하여 6차전에서 5-0으로 지고 있을 때, 랠리 몽키가 나타나자 6점을 득점하며 역전에 성공하기도 했다. 또, 응원용 막대 풍선인 "선더 스틱"도 잘 알려져 있다.

## 역대 주요 선수
| - 미국 잭 그레인키 - 일본 오타니 쇼헤이 - 미국 돈 서턴 - 미국 호라시오 라미레스 - 미국 놀런 라이언 - 미국 클레이 라파다 - 미국 브룩스 레일리 - 도미니카 공화국 페르난도 로드니 - 베네수엘라 프산시스코 로드리게스 - 미국 크리스 부첵 - 미국 조 손더스 - 미국 닉 아덴하트 - 도미니카 공화국 에스테반 얀 - 미국 대런 오데이 - 미국 대런 올리버 - 도미니카 공화국 바톨로 콜론 - 도미니카 공화국 조엘 페랄타 - 미국 브라이언 푸엔테스 - 미국 댄 하렌 - 미국 제러드 위버 (현재) - 미국 C. J. 윌슨 (현재) - 푸에르토리코 조엘 피네이로 (현재) - 미국 마이크 나폴리 - 미국 채드 크루터 - 미국 행크 콩거 | - 쿠바 켄드리 모랄레스 - 미국 브랜던 우드 - 베네수엘라 메이서 이스투리스 - 콜롬비아 오를란도 카브레라 - 미국 하위 켄드릭 - 미국 마크 테세이라 - 도미니카 공화국 루이스 히메네스 - 도미니카 공화국 에릭 아이바 (현재) - 도미니카 공화국 앨버트 푸홀스 (현재) - 대한민국 최지만 - 미국 트로이 글로스 - 도미니카 공화국 블라디미르 게레로 - 일본 마쓰이 히데키 - 미국 코리 알드리지 - 미국 버넌 웰스 - 미국 레지 잭슨 - 미국 토리 헌터 - 미국 리키 헨더슨 - 미국 마이크 트라우트 (현재) - 미국 조시 해밀턴 |

## 명예의 전당 헌액자
미국 야구 명예의 전당에 헌액된 선수들 중, 에인절스에서 활약한 선수들은 아래와 같다.
- 호이트 윌헬름 (투수, 1969년 / 1985년 헌액) 143승 122패
- 놀란 라이언 (투수, 1972년 ~ 1979년 / 1999년 헌액) 324승 292패
- 프랭크 로빈슨 (외야수, 1973년 ~ 1974년/1982년 헌액) 2808경기 출장, 타율 .294, 1812타점
- 딕 윌리엄스 (감독, 1974년 ~ 1976년/2008년 헌액) 감독 통산 1571승 1451패
- 로드 커류 (내야수, 1979년 ~ 1985년/1991년 헌액) 2469경기 출장, 타율 .328, 1015타점
- 레지 잭슨 (외야수, 1982년 ~ 1986년/1993년 헌액) 2820경기 출장, 타율 .262, 1702타점
- 돈 서턴 (투수, 1985년 ~ 1987년/1998년 헌액) 324승 256패
- 데이브 윈필드 (외야수, 1990년 ~ 1991년/2001년 헌액) 2973경기출장, 타율 .283, 1833타점
- 에디 머레이 (1루수, 1997년/2003년 헌액) 3026경기출장, 타율 .287, 1917타점
- 리키 헨더슨 (외야수, 1997년/2009년 헌액) 3081경기출장, 타율 .279, 1115타점
- 블라디미르 게레로 (외야수, 2004~2009/2018년 헌액) 2147경기출장, 타율 .318, 1496타점

## 영구 결번
앞의 숫자는 에인절스에서 활약한 기간, 뒤의 숫자는 영구 결번 지정된 연도.
- 11 : 짐 프레고시 (1961-1971 유격수, 1978-1981 감독, 1998)
- 26 : 진 오트리 (구단 설립자, 초대 구단주, 1992년 영구 결번 지정)
- 29 : 로드 커류 (1979-1985 1루수, 1992-1999 코치, 1991)
- 30 : 놀런 라이언 (1972-1979 투수, 1992)
- 42 : 재키 로빈슨 (흑인최초 메이저리거, 인종차별 철폐에 기여, 1997년 MLB 전구단 영구 결번)
- 50 : 지미 리즈 (1972-1994 코치, 1995)
- 27 : 블라디미르 게레로 (2004 - 2009 외야수, 2018)

## 마이너리그
- AAA : 솔트레이크 비즈, 패시픽 코스트 리그
- AA : 아칸사스 트래블러스, 텍사스 리그
- A : 란쵸 쿠카몽가 콰크스, 캘리포니아 리그
- A : 세다 래피즈 커넬스, 미드웨스트 리그
- Rookie : 템파 에인절스, 애리조나 리그
- Rookie : 오렘 오울즈, 피오니어 리그

## 역대 한국인 선수
(에인절스시절 등번호, 포지션, 에인절스에서 소속이던 시즌)
- 최지만 - 51번, 내야수, 2016년